# TT178
La tombe thébaine TT 178 est située à El-Khokha, dans la nécropole thébaine, sur la rive ouest du Nil, face à Louxor en Égypte.
C'est la sépulture de Néferrenpet, appelé Kenro (Nfr-rnp.t, Knr), scribe du trésor de la suite d'Amon-Rê à la XIXe dynastie durant le règne de Ramsès II.
Sa femme s'appelle Moutemouia.